# Circuit urbain de Johor Bahru
Le circuit urbain de Johor Bahru était un circuit de sport mécanique semi-permanent situé en Malaisie à Johor Bahru dans le Johor.
Le circuit fut utilisé pour la première fois en 1940 et accueillit le Grand Prix de Johor jusqu'en 1969 avec des courses de Formule Libre et Formule 3. Le tracé empruntait des routes de la ville de Johor Bahru et en 1952 quatre tribunes furent construites pour les spectateurs. Un accident tragique se produisit en 1963 causant la mort du pilote singapourien Nam Kee Yong.